# Tartús
Tartús (àrab: طرطوس, Ṭarṭūs), coneguda en català medieval com Tortosa de Síria, és una ciutat costanera de Síria que compta amb el segon port del país, després de Latakia. És la capital de la governació del mateix nom, la governació de Tartús. La ciutat està situada a 160 quilòmetres al nord-oest de la capital, Damasc i a 30 quilòmetres al nord de la frontera amb el Líban. Els sirians la consideren com una estació balneària. La bonica catedral romànica de Nostra Senyora de Tortosa compta amb un museu on s'exposen objectes trobats a la regió. A la Biblioteca del Monestir de l'Escorial existeixen unes miniatures del segle xiii (Cantiga de Santa María número 165) amb escenes militars de la que era anomenada Tortosa d'Ultramar.

## Història
La ciutat fou fundada pels fenicis, que ja eren amos de l'illa d'Arwad, molt propera, però menys accessible. La ciutat va passar a mans dels grecs, dels romans, dels àrabs i dels croats.
A l'antiguitat, la ciutat rebia el nom d'Antarados, que vol dir la ciutat davant d'Arados, l'actual Arwad o Rouad, però també Antartus i Antarsus (per oposició a Tars). Fou conquerida pels musulmans manats per Ubada ibn al-Samit el 638. El port va quedar destruït i va restar desert durant uns anys fins que Muàwiya governador de Síria des de 644 (des de 660 califa Muàwiya I) la va restaurar i hi va cedir terres a soldats com va fer també a Marakiya i Buluniya. Muàwiya va conquerir Xipre i l'illa d'Arvad, que romanien romanes d'Orient.
El 968 els sirians van reconquerir el nord de Síria sota Nicèfor Focas. El 995/996 la va reconquerir temporalment Basili II quan la ciutat estava en ruïnes. Al segle xi fou la darrera fortalesa del litoral que es trobava al nord en mans dels fatimites abans d'entrar en terra de ningú i després a territori romà d'Orient a Latàquia. El 1034-1038 va tenir paper destacat en les transaccions entre el califa fatimita al-Zahir i els romans d'Orient.
El 1099, a començaments d'any fou ocupada pels croats, però fou perduda poc després. Fou Ramon IV de Tolosa qui la va recuperar finalment el 1102. Durant les croades va rebre el nom de Tortosa de Síria. A la mort de Ramon els feus de Tartús i la Djabala van passar al seu cosí Guillem II de Cerdanya, conegut després com a Guillem Jordà (comte de Berga 1094-1109, i comte de Cerdanya i de Conflent 1095-1109). Pel tractat de Devol del setembre de 1108, Arvad, Tartús i altres llocs foren atribuïts a l'emperador Aleix I Comnè. Mort Guillem de Cerdanya, els seus feus retornaren a la casa de Tolosa, amb Bertran de Sant Geli, que devia recuperar Tartús en data desconeguda; fou part del comtat de Trípoli i el 1158 estava en mans dels Templers.
El juny de 1188 Saladí la va atacar però la va trobar sense defensors que s'havien retirat a dues torres de la muralla; Saladí va ocupar la ciutat en una hora i també una torre (conquerida pel seu vassall l'emir d'Irbil) però a l'altra (de pedra més forta i rodejada d'una rasa d'aigua) els templers van resistir i Saladí va optar per retirar-se. El terratrèmol de maig de 1202 va causar alguns danys però l'església de la Verge destruïda per Saladí el 1188 i restaurada després, va aguantar. En aquesta església fou assassinat el comte Ramon IV de Trípoli, príncep d'Antioquia (1201-1216) pels ismaïlites; en revenja Bohemon IV d'Antioquia, pare del comte, va fer una expedició a la fortalesa de Khabawi. Les ciutats de Trípoli, el Crac dels Cavallers (Hisn al-Akrad), Safitha, Markab, Tartús i Antioquia van ser part del tractat de 1220 entre l'emperador Frederic II del Sacre Imperi Romanogermànic i el sultà aiubita; segons el qual en cas de guerra entre aquestes posicions i els musulmans, l'emperador restaria neutral. El 1267/1268 Bàybars I va marxar contra Antakiya i Tarabulus i els templers de Safitha i d'Antartus li va enviar regals i 300 musulmans que tenien presoners i així van aconseguir no ser atacats pel sultà. El mestre templer Guillem de Beajeu va signar el 1281 un tractat amb el sultà al-Màlik al-Mansur Alà-ad-Din Alí ibn Xaban (1377-1381) una treva per deu anys i deu mesos a partir del 15 d'abril de 1382 i mentre es delimitarien les possessions dels templer i del sultà; llavors 37 pobles de la regió d'Arayma i de Miar eren part del govern de Tartús. Després de la Caiguda d'Acre, Tartús va caure en mans dels mamelucs el 3 d'agost de 1291. Els templers es van refugiar a l'illa d'Arvad i el 1300 van aconseguir recuperar Tartús però la van perdre de nou el 1302. Llavors també van perdre l'illa i els cristians que hi havia en ella foren morts o fets presoners; i les fortificacions foren arrasades.
La vila va declinar sota els governs mameluc i després otomà (1516-1918) i la fortalesa servia al segle xix de refugi a habitants de la ciutat. L'Església de la Verge es va conservar com a magatzem. La vila no es va recuperar fins al final del mandat francès (1920-1945) quan després de la cessió d'Alexandreta a Turquia (1939), Síria necessitava un port que fes la competència a Beirut. El tràfic del port va superar al de Latakia el 1979. La construcció de carreteres cap a Homs, Damasc i l'enllaç amb l'autovia Alep-Jordània i la via fèrria, la situen com a pol industrial. Les fortificacions croades s'han conservat. La població el 1990 era de 52.589 habitants i la governació de 443.290 habitants.
El port de Tartús ha servit de punt de manteniment tècnic i proveïment per a la flota soviètica o russa des de la dècada de 1970, i en 2017, durant la Guerra Civil siriana, en la que Rússia donava suport a Baixar al-Àssad, Síria va cedir per 49 anys el port per convertir-lo en la base naval de Tartús de la Marina Russa, complementant la propera base aèria de Khmeimim.